# Myrtis fanny
Myrtis fanny là một loài chim trong họ Chim ruồi.